# Apomecyna cochinchinensis
Apomecyna cochinchinensis är en skalbaggsart som beskrevs av Stefan von Breuning 1982. Apomecyna cochinchinensis ingår i släktet Apomecyna och familjen långhorningar. Inga underarter finns listade i Catalogue of Life.